# Plejelt
Plejelt er en landsby i Tikøb Sogn, Lynge-Kronborg Herred i det tidligere Frederiksborg Amt. Plejelt ligger mellem Tikøb og Hornbæk.
Plejelt havde i 1682 12 gårde, 2 huse med jord og 4 huse uden jord. Det samlede dyrkede areal var 291,2 tønder land, skyldsat til 58,31 tdr. hartkorn. Dyrkningsformen var trevangsbrug.